# 拉科博夫季
50°0′0″N 24°32′34″E / 50.00000°N 24.54278°E
拉科博夫季（烏克蘭語：Ракобовти），是烏克蘭西部的村莊，隸屬利維夫州的佐洛奇夫區。該村面積3.33平方公里，海拔高度211米，2001年人口562，人口密度每平方公里168.77人。